# The Phantom of the West
The Phantom of the West (bra: O Fantasma do Oeste) é um seriado estadunidense de 1931, gênero ação e Western, dirigido por D. Ross Lederman e Theodore Joos, em 10 capítulos, estrelado por Tom Tyler, William Desmond e Dorothy Gulliver. Foi produzido e distribuído pela Mascot Pictures, e veiculou nos cinemas estadunidenses a partir de 1 de janeiro de 1931.
Este foi o segundo seriado totalmente sonorizado da Mascot Pictures; o primeiro seria The Lone Defender, em 1930. The King of the Kongo, considerado o primeiro seriado com som, na verdade é sonorizado apenas parcialmente.
Tom Tyler interpreta Jim Lester, tentando provar que Francisco Cortez é inocente da morte de seu pai. O verdadeiro vilão é o misterioso mascarado Phantom e seu bando.

## Sinopse
Francisco Cortez escapa da prisão após 15 anos cumprindo pena pelo assassinato do pai de Jim Lester. Ele afirma sua inocência e refere sete homens que podem ter sido o verdadeiro, que usa o nome "The Phantom".

## Elenco
- Tom Tyler … Jim Lester
- William Desmond … Martin Blaine
- Tom Santschi … Bud Landers
- Dorothy Gulliver … Mona Cortez, filha de Francisco Cortez
- Philo McCullough … Royce Macklin
- Frank Lanning … Francisco Cortez, falsamente acusado da morte do pai de Jim Lester
- Tom Dugan … Oscar
- Joe Bonomo … Keno
- Frank Hagney … Sherife Jim H. Ryan
- Hallie Sullivan … Ruby Blair
- Kermit Maynard … Peter Drake
- Dick Dickinson … Harvey Stewart
- James Carlyle … Sam Hollister
- W.J. Holmes … Pee Wee

## Dublês
- Joe Bonomo
- Yakima Canutt
- Cliff Lyons
- Kermit Maynard

## Detalhes da produção
Tom Tyler posteriormente interpretou um personagem homônimo, o herói criado por Lee Falk, "The Phantom", no seriado da Columbia Pictures The Phantom.

## Capítulos

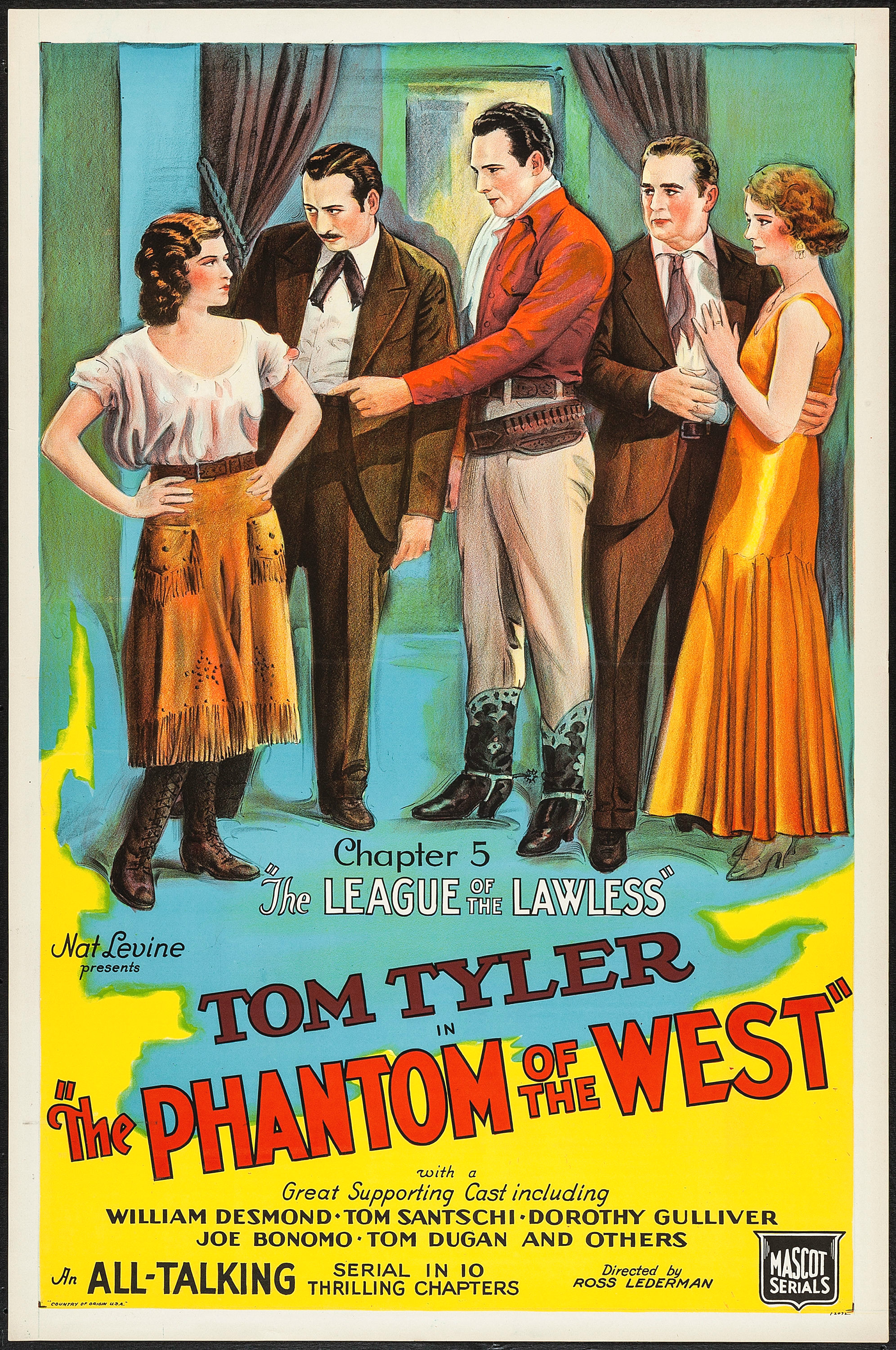
Cartaz do seriado

1. The Ghost Rides
2. Stairway of Doom
3. Horror in the Dark
4. Battle of the Strong
5. League of the Lawless
6. Canyon of Calamity
7. Price of Silence
8. House of Hate
9. Fatal Secret
10. Rogue's Roundup

Fonte:

## Trilha sonora
- "Range Law" (escrita por Lee Zahler)
- "Neath Western Skis" (escrita por Lee Zahler, cantada por Halie Sullivan)